# 若零
若零（?—?），西汉西羌首领。先零羌族游牧在今青海省湟中县、贵德县一带。
汉宣帝元康三年（前63年），匈奴鼓动西羌犯汉边。汉朝派往安抚的官员一味屠杀，促成诸羌起兵。神爵元年（前61年），先零羌因汉使义渠安国诱杀诸羌首领三十余人，犹非和杨玉怒而举兵反抗汉朝。汉宣帝派将军赵充国率大军镇压，经过武力进击与政治诱降，羌人反抗终于失败。次年，若零与弟泽等羌部首领杀死先零大豪犹非、杨玉，率其部众降汉。汉朝政府封他为帅众王，并设置金城属国以安置降汉的羌族。